# Како се удати за милионера
Како се удати за милионера (енгл. How to Marry a Millionaire) је америчка комедија из 1953. године.

## Улоге
| Глумац           | Улога         |
| ---------------- | ------------- |
| Мерилин Монро    | Пола Дебвојс  |
| Бети Грејбл      | Локо Демпси   |
| Лорен Бакол      | Шаце Пејџ     |
| Ен Бајденс       | Лаура Пејџ    |
| Дејвид Вајн      | Фреди Денмарк |
| Рори Калхон      | Ебен          |
| Камерон Мичел    | Том Брукман   |
| Александер Дарси | Стјуарт Мерил |
| Фред Кларк       | Валдо Брустер |
| Вилијам Пауел    | Ханли         |